# Militärschule
Militärschulen sind Lehranstalten, die eine Vorbildung von Berufssoldaten (Vorschulen) sowie die Weiterbildung von Militärpersonen in ihrem Beruf bezwecken (Berufs- und Fachschulen). Weitergebildet werden insbesondere Unteroffiziere und Offiziere.
Beispiele für Militärschulen modernen Typs finden sich im Artikel Militärakademie.
Militärschulen waren früher in drei Kategorien einzuteilen:
1. Vorschulen: Sie bildeten die im jugendlichen (zum Teil auch im kindlichen) Alter stehenden Schüler zum Eintritt in die militärische Laufbahn heran.
2. Berufsschulen: Sie befähigten die bereits dem Militärstand angehörenden Schüler, entweder als Unteroffiziere in die niedere oder als Offiziere in die höhere militärische Laufbahn einzutreten.
3. Fachschulen: Sie bezweckten die Fortbildung der Unteroffiziere und Offiziere in bestimmten Zweigen ihres Berufs.

Die unter 3. genannten Schulen waren entweder Spezialschulen für bestimmte technische Sondereinrichtungen oder aber für die höhere Gesamtbildung der Offiziere, die in bevorzugten Stellungen, z. B. beim Generalstab, dienen sollten. Deshalb wurden diese Schulen auch Generalstabsschulen genannt.
Die Grenzen zwischen den genannten Schulen waren allerdings nicht immer scharf zu ziehen.

## Deutschland
Im Herzogtum Nassau gab es:
- Militärschule Wiesbaden

Im Großherzogtum Oldenburg gab es:
- Militärschule Oldenburg

Im Deutschen Reich bestanden:
- Als Vorschulen
  - Militär-Knabenerziehungsinstitut zu Annaburg
  - Soldaten-Knabenerziehungsanstalt in Kleinstruppen
  - Unteroffiziervorschulen
  - Kadettenkorps (z. B. das Bayerische Kadettenkorps)
- Als Berufsschulen
  - Unteroffiziersschulen
  - Kapitulantenschulen
  - Regimentsschulen
  - Kriegsschulen für Offiziere
- Als Fachschulen
  - Kavallerietelegraphenschule
  - Oberfeuerwerkerschule
  - Festungsbauschule
  - Militärschießschulen
  - Artillerieschulen
  - Militärreitinstitut
  - Militärturnanstalt
  - Kriegsakademie
  - Militärtechnische Akademie
- Für die Marine
  - Marineakademie
  - Marineschule
  - Marineingenieurschule
  - Ingenieur- und Deckoffizierschule

## Österreich-Ungarn
In der Habsburger Doppelmonarchie bestanden:
- als Vorschulen
  - Kadettenschule
  - Knaben-Erziehungshaus
- als Offizierschulen
  - k.u.k. Kriegsschule
  - k.k. Franz-Joseph-Militärakademie
  - Theresianische Militärakademie, besteht in Österreich noch heute
- als Fachschulen
  - Landwehr-Reitschule
  - Militär-Reitlehrer-Institut
  - Militärschwimmschule
- k.u.k. Officierstöchter-Erziehungs-Institute
  - k.u.k. Officierstöchter-Erziehungs-Institut Hernals
  - k.u.k. Officierstöchter-Erziehungs-Institut Ödenburg

Siehe auch:
- Militärschulwesen (Österreich, 1859)
- Militärschulwesen (Österreich, 1900)

## Frankreich
In Frankreich bestanden:
- École Militaire (Paris), besteht noch heute
- École militaire d'Infanterie
- École d'application de cavalerie (Saumur)
- École royale du génie de Mézières (Charleville-Mézières)
- École de l'artillerie et de la génie (Versailles)
- École speciale militaire
- École polytechnique in Paris
- École supérieure de guerre
- École d'application de l'artillerie et du génie (Fontainebleau)
- die Französische Marineschule bei Brest

Siehe auch
- Königliche Militärschule (Ordonnanz von 1776)

## Großbritannien
In Großbritannien bestanden:
- Royal Military Academy Sandhurst, besteht noch heute
- Artillery College (Woolwih)
- School of Military Engineering (Chatham)
- Royal Navy College (Greenwich)
- Marineakademie in Portsmouth
- Marineschule in Chiselhurst

## Norwegen
- Krigsskolen in Oslo

## Kanada
- Royal Military College of Canada

## Australien
- Royal Military College Duntroon